# Libra šterlinků

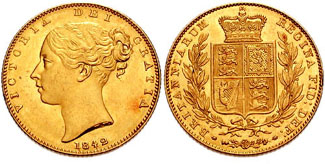
Mince z roku 1842

Libra šterlinků, nebo též britská libra (anglicky pound sterling, British pound) je zákonné platidlo Spojeného království. Oficiální ISO 4217 kód měny je GBP. Značka pro libru je £ a v angličtině se dává před částku. Původně libra označovala jen jednotku hmotnosti (1 libra = 453 gramů), až později se libra šterlinků začala používat i jako měnová jednotka. Jedna libra se dělí na 100 pencí.
Na libru šterlinků jsou v poměru 1:1 pevně navázány tři měny britských zámořských území – Gibraltaru, Falkland a Svaté Heleny, Ascensionu a Tristanu da Cunha. Britské bankovky libry šterlinků jsou zde běžně akceptované společně s místními bankovkami.

## Historie

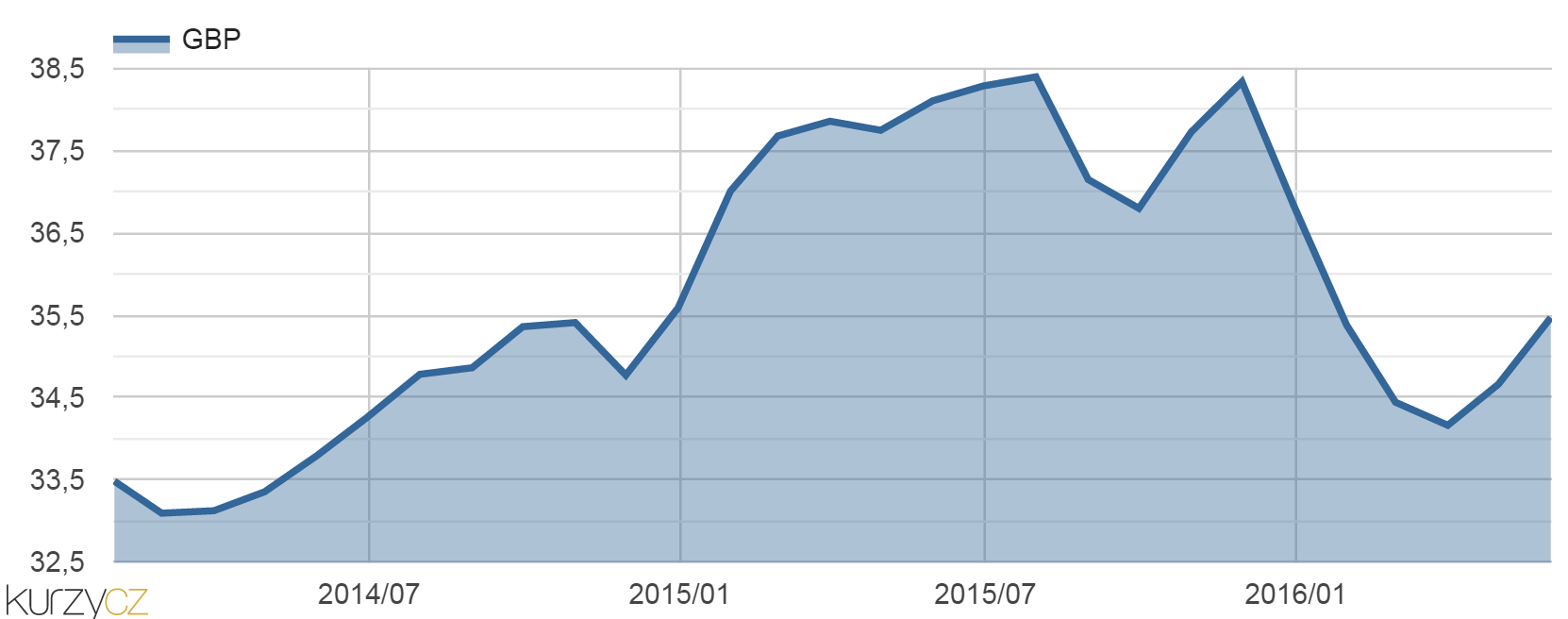
Vývoj kurzu GBP – od roku 2014 vůči české koruně

Šterlink byl název stříbrné mince – stříbrná penny (pence), kterou se v Anglii platilo v době vlády Normanů. Kvůli inflaci vystřídala časem libra penny jako oficiální měnu. Samotný název „libra“ je používán i jako váhová jednotka. Dvojí význam tohoto slova vychází z historie. Původně libra označovala pouze jednotku hmotnosti (1 libra = 453 gramů). Kvůli dřívější praxi vážení stříbra při obchodování se pak význam postupně přenesl i na peníze. Libra tedy znamenala určité množství stříbra vážící jednu libru. Název libra šterlinků je zkracován na libra nebo někdy na šterlink, respektive pound nebo slangově quid.
V letech 1663 až 1816 se v Británii razila guinea – zlatá mince s nominální hodnotou jedné libry. Od roku 1817 ji nahradil sovereign – též zlatá mince se stejnou nominální hodnotou, který se i v současné době stále razí.
Do roku 1971 se jedna libra dělila na 20 šilinků. Každý tento šilink dále sestával z 12 pencí. Jedna pence byla tedy 1/240 staré hodnoty libry. Pence se dále dělily na čtvrtiny neboli farthingy. Dále se objevovaly mince nejrůznějších dalších hodnot – dva šilinky tvořily jeden florin, dva šilinky a 6 pencí byly půlkoruna a celá koruna měla hodnotu pěti šilinků. 15. února 1971 byla provedena decimalizace (začala se používat desítková soustava) a jednu libru od tohoto data tvoří 100 pencí.
V roce 1990 vstoupilo Spojené království do Evropského měnového systému, který měl za cíl udržovat stabilní kurzy mezi měnami svých účastníků. V roce 1992 ovšem začala libra prudce oslabovat. Bank of England utratila devizy v hodnotě 27 miliard liber v marné snaze udržet libru v daném pásmu. Nakonec britská vláda snahy o udržení kurzu v stanoveném pásmu vzdala, a v září 1992 Spojené království z Evropského měnového systému vystoupilo. Britské daňové poplatníky tato epizoda stála 3,3 miliard liber, tedy asi půl procenta tehdejšího britského hrubého domácího produktu. Finančník George Soros díky spekulaci na pokles ceny libry vydělal asi 1 miliardu liber.

## Bankovky
Ve Spojeném království a v jeho korunních závislých území vydává bankovky řada institucí. Kromě Bank of England, která plní funkci centrální banky, mají právo vydávat bankovky i 3 skotské banky (Bank of Scotland, Royal Bank of Scotland a Clydesdale Bank), 3 severoirské banky (Bank of Ireland, Danske Bank a Ulster Bank) a místní vlády ostrova Man, Guernsey a Jersey. Do července 2022 vydávala své bankovky i First Trust Bank.
Nejčastější bankovky v oběhu mají hodnoty £5, £10, £20 a £50. Skotské a severoirské banky vydávají navíc bankovku v nominální hodnotě £100. Bankovky £1 existují i na ostrově Man, Guernsey a Jersey (a jsou vydávány i bankou Royal Bank of Scotland). Severoirské a skotské bankovky musí být kryty ekvivalentním množstvím bankovek vydávaných Bank of England. Proto existují bankovky o nominálních hodnotách £1 000 000 (Giant) a £100 000 000 (Titan), které vydala Bank of England a které jsou uloženy v jejím depozitu a nikdy nebyly uvedeny do oběhu.